# Анастасије Синајски
Свети Анастасије је био игуман горе Синајске у 7. веку.
Најпре је дуго био монах под славним игуманом Јованом Лествичником, а после његове смрти и сам је постао игуманом. Поред тога што је био велики подвижник, он је био и красноречив списатељ живота светитељских као и других црквених списа. Водио је борбу против јеретика званих акефалита (безглавника), који су порицали Четврти Васељенски Сабор у Халкидону. Преминуо је у дубокој старости 685. године.
Српска православна црква слави га 20. априла по црквеном, а 3. маја по грегоријанском календару.